# 跳蚤

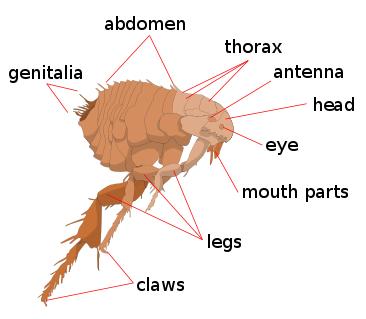
跳蚤解剖圖

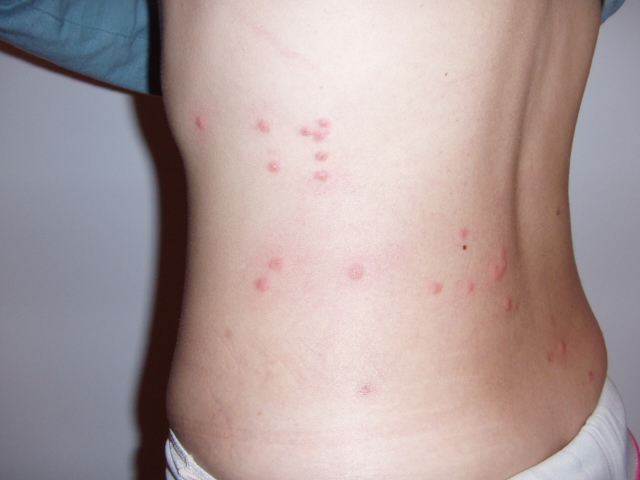
跳蚤叮咬傷口(紅點)

跳蚤，為屬於長翅目蚤下目（Siphonaptera）的完全變態類昆蟲。是小型、無翅、善跳躍的外寄生性昆蟲，寄主包括哺乳類和鳥類。具刺吸式口器，以寄主血液為食；體型小，無翅，體堅硬，兩側扁平，觸角粗短。腹部寬大，共分9節。後腿發達、粗壯，善跳躍。會結繭。幼蟲無足呈圓柱形，取食成蟲排泄物為食，具咀嚼式口器。

## 生活习性及生命周期
跳蚤属于完全变态的昆虫。具有4个生命周期：卵，幼虫，蛹和成虫。成虫必须吸血才能进行繁殖。当雌虫进食而后产卵，跳蚤的生命周期就开始了。雌虫通常在宿主身上产卵，一次产20枚左右。这意味着卵很容易被宿主带到地上。因此，宿主休息和睡眠的地点通常是卵的栖息地和幼虫的发育地。卵的孵化需要2-12天。
幼虫破壳而出后，会进食一切有机物，例如昆虫的尸体，排泄物和植物。它们没有视觉，因而躲避在阴暗的地点，比如沙、缝隙、裂缝和床单里。如果有充足的食物，幼虫能够在1-2周内化蛹，编织一个丝状的茧。又在1-2周之后，成虫发育完全，可以从茧中出现。然而，它们可能继续休息，直到它们通过一些信号知道宿主来了。这些信号包括：震动（包括声音），体热，和二氧化碳。跳蚤在幼虫和茧的生长阶段可以持续整个冬季。
当跳蚤达到成熟阶段，它的主要目标就是寻找血源，而后进行繁殖。成虫在出茧后只有大约一个星期的时间来寻找食物。过后它们可以不进食2-3年。跳蚤群呈均匀分布，大约有50%的卵，35%的幼虫，10%的茧和5%的成虫。它们的生命可以短到只有一年，也可以多到几年。雌虫一生可以产卵5000枚或者更多，具备非凡的繁殖能力。
欧洲兔蚤，一种宿主为雌兔的跳蚤，能够探测到兔子血液中的皮质醇、皮质脂酮和荷尔蒙。由此判断她是否要开始产仔。这也触发了跳蚤的性成熟，它们因而开始产卵。一旦小兔子出生，跳蚤就跑到小兔子身上，然后开始进食、交配并且产卵。12天之后，成虫又跑回母兔身上。
如果找不到血源，新出茧的成年跳蚤只能活一周左右。但是，完全发育的成年跳蚤即使几个月不进食也能存活。
跳蚤生活的理想温度是21°到30°，理想湿度为70%。

## 下属分类
本科包括以下属：
- 鼷鼠蚤科 Amphipsyllidae
- Ancistropsyllidae
- 角葉蚤科 Ceratophyllidae
- Chimaeropsyllidae
- 刺蚤科 Coptopsyllidae
- 栉眼蚤科 Ctenophthalmidae
- Hectopsyllidae
- Histrichopsyllidae
- 盲蚤科 Hystrichopsyllidae
- 蝠蚤科 Ischnopsyllidae
- 細蚤科 Leptopsyllidae
- Lycopsyllidae
- Macropsyllidae
- 柔蚤科 Malacopsyllidae
- 似蚤科 Pseudopulicidae
- 蚤科 Pulicidae
- 臀蚤科 Pygiopsyllidae
- 棒蚤科 Rhopalopsyllidae
- Saurophthiridae
- 盔冠蚤科 Stephanocircidae
- Stivaliidae
- Tarwiniidae 
  - Tarwinia Jell & Duncan, 1986
- 潛蚤科 Tungidae
- 鼠蚤科 Vermipsyllidae
- Xiphiopsyllidae 
  - Xiphiopsylla Jordan & Rothschild, 1912

科的地位未定的属：
- Acanthopsylla Nordberg, 1935
- Acediopsylla Ewing, 1940
- Aetheopsylla Stewart & Holland, 1940
- Alloctenus Traub & Barrera, 1966
- Amonopsyllus Ioff, 1936
- Asioctenophthalmus Rostigaev, 1971
- Avesopsylla Fox & Anduze, 1947
- Ctenomacropsylla Hastriter, 2001
- Cystipsylla Wagner, 1930
- Dermatophyllus Guérin, 1839
- Destivalius Traub, 1980
- Diamanus Jordan, 1933
- Gerbillophilus Wagner, 1934
- Hechtiella Barrera, 1952
- Helminthopsylla Sluiter & Swellengrebel, 1912
- Hollandiana Hopkins, 1951
- Ichyonus Smit, 1987
- Juxtapulex Wagner, 1933
- Macrocoptopsylla Ioff, 1953
- Micropsylla Dunn & Parker, 1923
- Micropsylloides Ewing, 1938
- Neoctenophthalmus Wagner, 1940
- Neornipsyllus Smit, 1976
- Niwratia Jell & Duncan, 1986
- Nosinius Smit, 1960
- Nycteridiphilus Dalla Torre, 1914
- Opisocrostis Jordan, 1933
- Opysodiasys Jordan, 1933
- Palaoctenophthalmus Wagner, 1940
- Panallius Jordan, 1942
- Phylliver Smit, 1987
- Profrontia Ioff, 1946
- Pulicilla
- Ralipsylla Ioff, 1946
- Rangulopsylla Darskaya, 1949
- Rectofrontia Wagner, 1934
- Sciuropsylla Dampf, 1942
- Stenopsylla da Cunha, 1914
- Syngeonopsyllus Traub, 1950
- Triainapsylla Rosický, 1957
- Tritopsylla da Cunha, 1929

## 常見種類
- 猫蚤（Ctenocephalides felis）
- 狗蚤（Ctenocephalides canis）
- 歐洲鼠蚤（Nosopsyllus fasciatus）
- 印度鼠蚤（Xenopsylla cheopis）

## 台灣的跳蚤種類
據Lien and Fan（1971），台灣的跳蚤歷經多位日籍及美籍人士之調查研究共有14屬21種。然而，至Chung and Hsu（1999）在鞍馬山的寬吻鼠耳蝠（Myotis latirostris）採到蝠蚤屬的新種名為鞍馬蝠蚤（Ischuopsyllus anmashanensis）為止，目前有紀錄之台灣蚤類共有7科23屬34種。台灣的跳蚤中以多毛蚤科（Hystrichopsyllidae）的種類最多，共13種，大多是在高山鼠類體上採得，且一種老鼠身體上常不只一種跳蚤。角葉蚤科（Ceratophyllidae）為另一大科，台灣有6種。蝠蚤科（Ischnopsyllidae）寄生於蝙蝠體上，對宿主動物的專一性強，台灣有3種，鞍馬蝠蚤係依據採到的1隻雄蚤發表新種，另2種寄生於平地蝙蝠的蝠蚤則僅採到雌蚤，且為世界分佈種；台灣約有22種蝙蝠，推測應可在高山蝙蝠身上採到更多的種類。台灣的陸生哺乳類有61種，僅約三分之一的種類有跳蚤的記錄；而台灣約有450種鳥類，但迄今台灣的野鳥尚無跳蚤寄生的記錄（Maa and Kuo 1965），在國外有很多海鳥（seabird）及燕雀類（passerines）有跳蚤寄生。因此，咸信台灣的蚤目分類研究仍有發展前景，尤其幼期分類仍為一片空白。

## 蚤類族群之季節消長
有關台灣蚤類的季節消長，僅Murrell and Cates（1970）及徐等（1993）發表過正式的科學性報告，且都集中於台北市。Murrell and Cates（1970年|1970）指出台北市松山機場的老鼠體上鼠蚤族群高峰出現於秋冬季，二月份最多，主要為印度客蚤，一至七月份時未於鼠體身上發現鼠蚤，這與貓蚤情形不同，台北市全年均能發現貓蚤族群。Philips（1966）亦發現台灣的鼠蚤於高海拔山區的老鼠以冬天最多。徐等（1993）指出在台北市之82%野貓和60.28%野狗感染貓蚤，而貓、狗之平均蚤數分別為17.38及8.77，其嚴重程度超過其他國家地區，如南加州野貓的貓蚤指數為9.7，另外南加州及澳洲野貓之貓蚤感染率分別為46%及38%（Osbrink and Rust 1985; Wilson-Hanson and Prescott 1982）。1991年台北市的貓蚤族群數量呈現兩個高峰，最高時為五月份，另一小峰為12月份，五月份時平均每隻野貓及野狗身上分別約有45及20隻貓蚤，此時害蟲防治業者所處理的防治跳蚤案例數也達全年最高峰，作為預測貓蚤危害人類的指數來說，貓蚤指數較感染百分率指數為宜。由於貓蚤能傳播瓜實絛蟲（Dipylidium caninum）給犬貓，故由其感染率亦可看出貓蚤之嚴重程度，莫（1996）指出1956年台灣成犬之感染瓜實絛蟲的比率為46.5%，1996年為52.8%，台灣成貓的感染率為32.7%。瓜實絛蟲為台灣犬貓感染率最高的絛蟲，亦是所有貓狗內寄生蟲種類中感染率前三名。絛蟲雖不似血心絲蟲對於犬有致死性的影響，然而絛蟲也會感染人體，在人類的公共衛生上造成問題。

## 图库

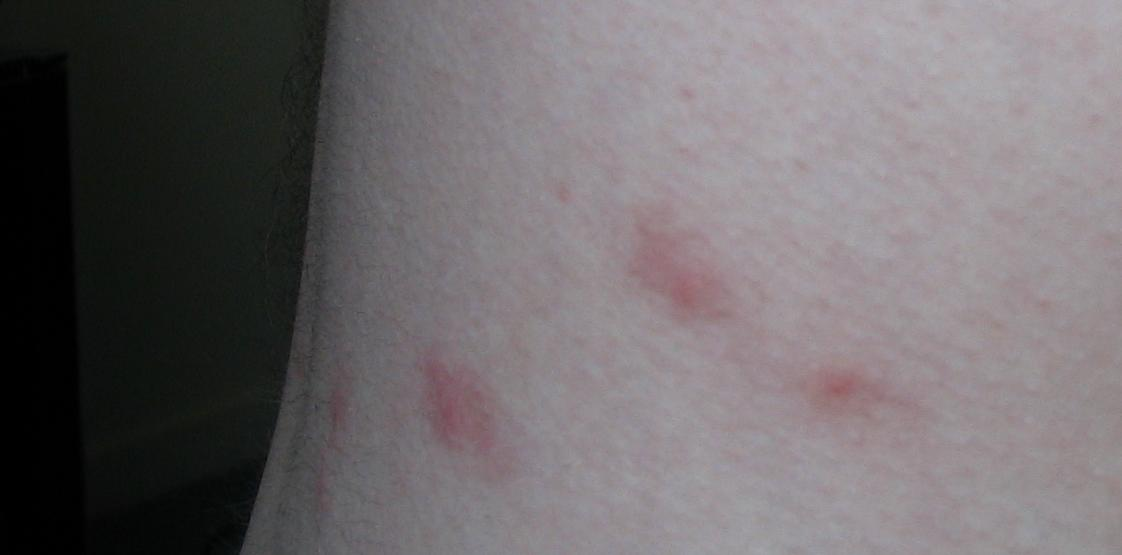
人背上的跳蚤條痕
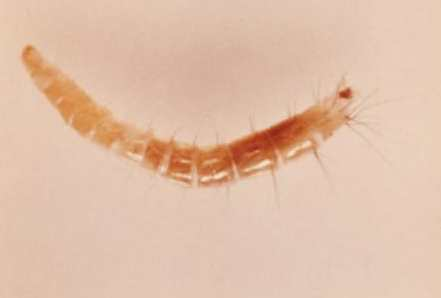
鼠蚤幼蟲
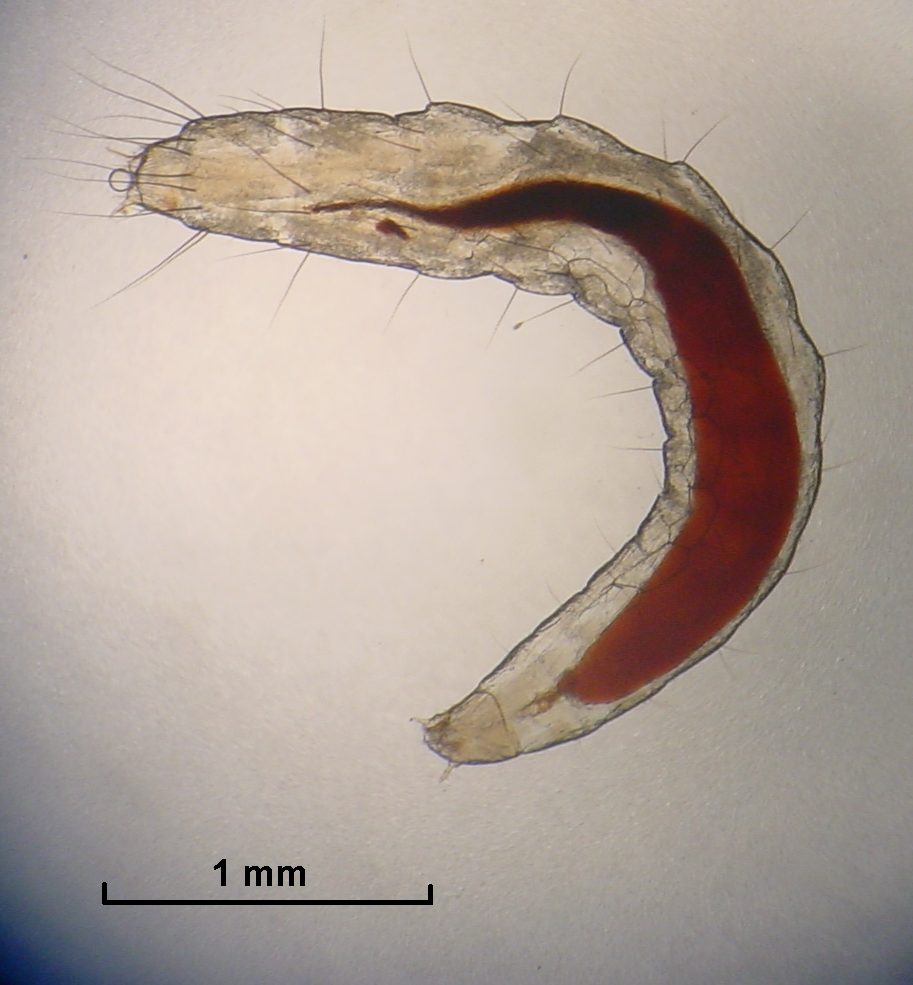
幼蟲
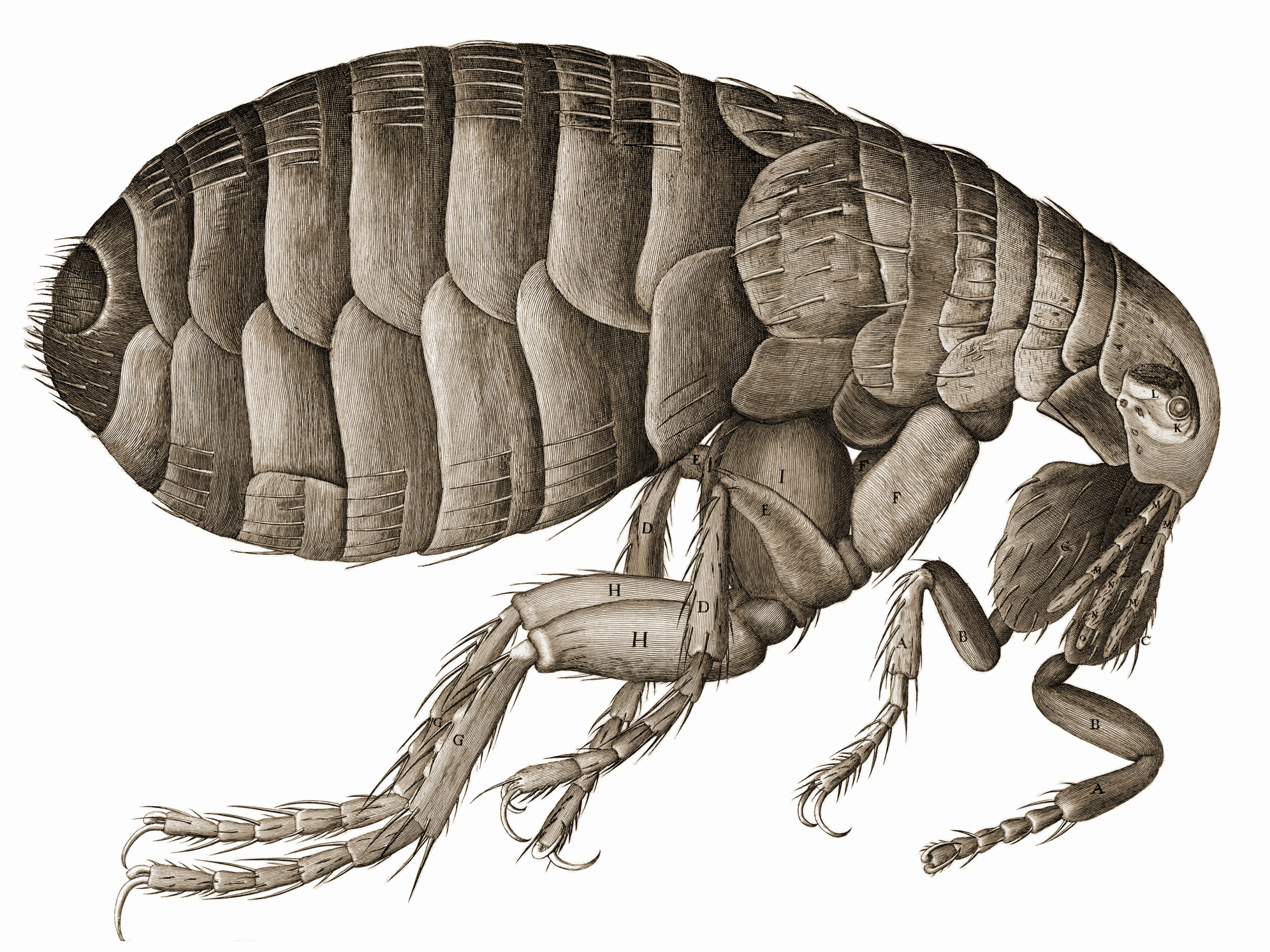
羅伯特·虎克在《顯微術》中跳蚤的素描
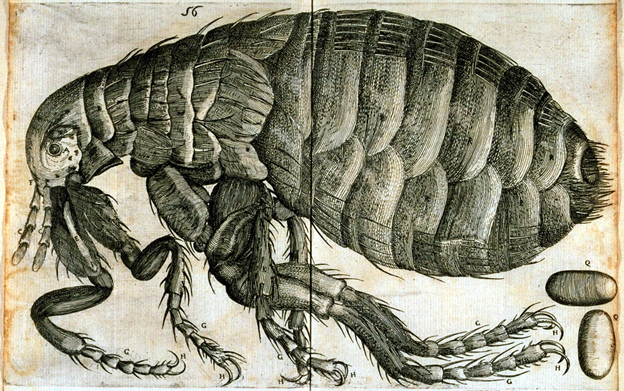
Buonanni Philippo (1638-1725), 1681
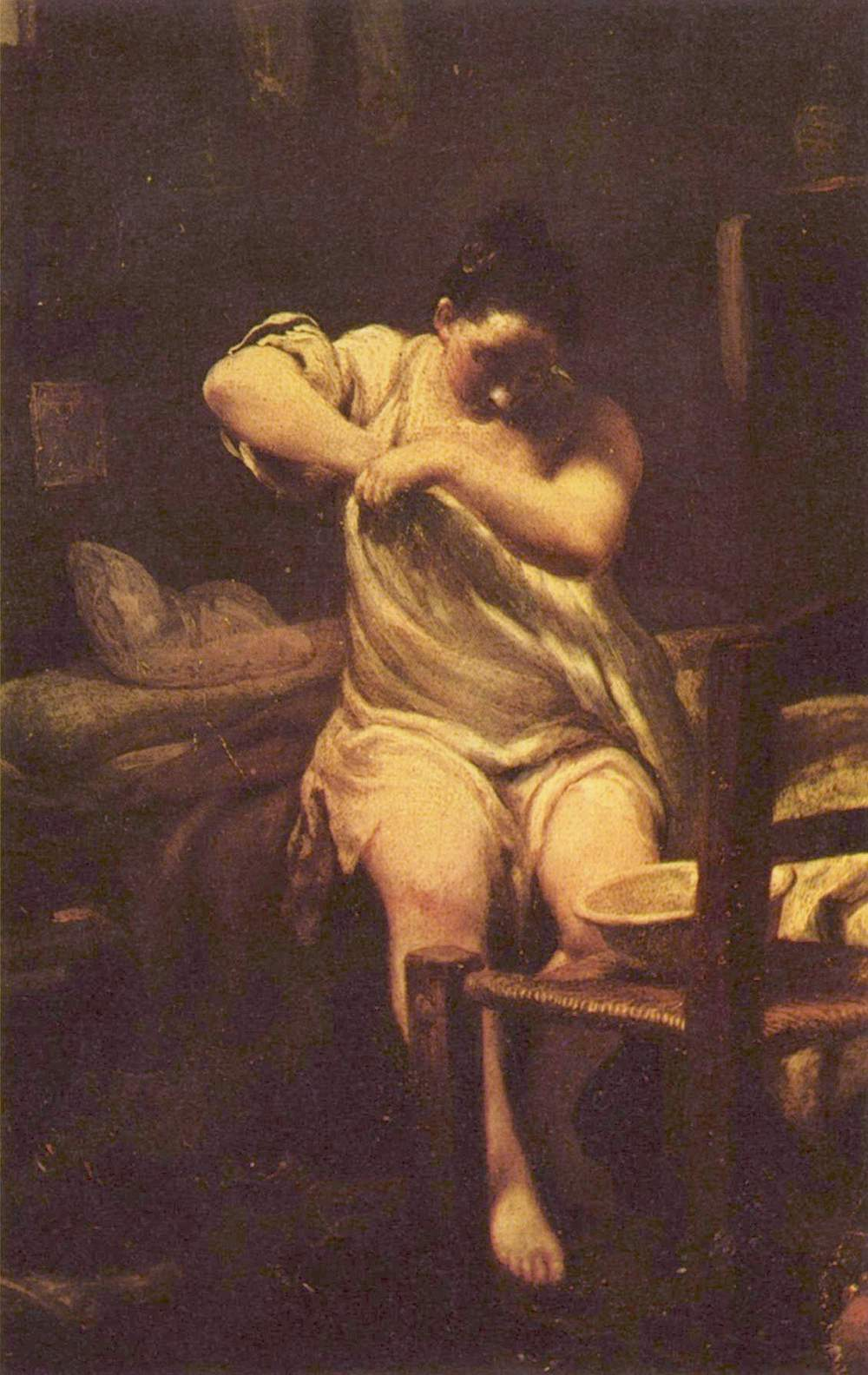
《Searching for Fleas》, 克雷斯皮·朱瑟貝（英语：Giuseppe Crespi）, 1709

## 延伸阅读
[在维基数据编辑]
 《欽定古今圖書集成·博物彙編·禽蟲典·蚤部》，出自陈梦雷《古今圖書集成》

## 參閲
- 陰蝨

## 外部連結
- 《大英百科全书》中的条目：Flea（英文）
- 中的“跳蚤”
- Parasitic Insects, Mites and Ticks: Genera of Medical and Veterinary Importance

template:Flea-borne diseases
template:Mecoptera & Siphonaptera